# Nephron
Nyren er opbygget af et stort antal nephroner. Et nephron er det sted hvor primærurin dannes, og her udskilles og optages en del forskellige ioner. Et nephron består af glomerulus som er en klump små kapillærer, som filtrerer stoffer over til den Bowmanske kapsel, som er starten på nephronet. Herefter ses de proximale rør, Henle's slynge og de distale rør. Herefter samles indholdet i et samlerør.